# Felix Frankfurter
Pour les articles homonymes, voir Frankfurter.
Felix Frankfurter (15 novembre 1882 à Vienne (Autriche-Hongrie) - 22 février 1965 à Washington) était un juriste, avocat, professeur, homme politique et juge américain siégeant à la Cour suprême des États-Unis. Originaire de New York, il étudia au City College of New York, avant de brillantes études à Harvard. Il fut nommé à la Cour suprême des États-Unis par Franklin Delano Roosevelt le 30 janvier 1939, exerçant cette fonction jusqu'au 28 août 1962. Il fut professeur de droit à la Faculté de droit de Harvard, et conseilla Roosevelt pour de nombreuses mesures du New Deal. Il est connu comme étant un progressiste, protecteur des libertés civiles, puis fervent défenseur de la retenue judiciaire de la Cour.

## Jeunesse et famille
Felix est né de parents juifs (Emma et Leopold Frankfurter) à  Vienne (Autriche) le 15 novembre 1882, et a cinq frères et sœurs. Son père, venant d’une famille de rabbins sur plusieurs générations, abandonna ses études de rabbinat afin de devenir un homme d’affaires. La famille de Felix immigra aux États-Unis en août 1894, après l’échec des affaires de son père . Ils s’installèrent à New York , dans un quartier juif-allemand de la Lower East Side de Manhattan. Felix ne parlait alors pas anglais, qu’il aurait appris en 6 semaines,. Lors de son arrivée aux États-Unis, il étudia dans une école publique de New-York (P.S. 25). Il passait tout son temps libre à lire des journaux sur la politique et les affaires courantes au Cooper Union (un établissement d’enseignement supérieur privé).
Frankfurter n’était pas pratiquant du judaïsme. Il se définissait comme agnostique  et voyait la religion comme un accident de naissance (“accident of birth").

### Mariage

Marion Denman, femme de Felix Frankfurter

Il se marie le 20 décembre 1919 avec Marion Denman, lors d’une cérémonie menée par Benjamin N. Cardozo,. Marion était une étudiante du Smith College, membre de la société Phi Beta Kappa et fille d’un pasteur congrégationnel du Massachusetts,.
Ils se rencontrent en 1913 tandis que Frankfurter habitait à Washington avec Walter Lippmann dans une maison surnommée House of Truth. Cette maison était un lieu de rencontres et de réflexions politiques, dans laquelle de nombreux avocats, journalistes et politiciens progressistes (dont Oliver W. Holmes, Louis Brandeis, et beaucoup d’autres) se réunissaient pour discuter entre 1911 et 1920.
Marion n’étant pas juive, la mère de Felix s’opposait à leur mariage, ce qui causa de grandes tensions dans leur relation.
De plus, leur relation fut marquée par la tendance de Felix à dominer ceux qui l’entourent, ainsi que par la santé fragile de Marion, résultant en de nombreuses dépressions . Ils n’auront pas d’enfants.

## Éducation
Une fois diplômé de l’école publique, n’ayant ni les moyens ni de bourse universitaire pour étudier à la Horace Mann School (en), Félix Frankfurter s’inscrivit pour étudier le droit au City College de New York , où il apprit la discipline de travail et les qualités d’orateur. Il y obtint son diplôme en 1902 avec les honneurs, et rejoignit la célèbre fraternité Phi Beta Kappa,.
Frankfurter planifiait de poursuivre ses études en droit à l'université Columbia , quand la proposition d’un ami d’aller dépenser l’argent de l’inscription à Coney Island changea le cours de sa vie. En effet, il est à la place admis à la faculté de droit de Harvard en 1903 , où il excella, terminant ses études en 1906 avec une des meilleures moyennes depuis Louis Brandeis . Durant ses études, il fut rédacteur en chef de la  Harvard Law Review.

## Début de carrière
Malgré ses résultats académiques exceptionnels, Frankfurter éprouva des difficultés à trouver un travail, étant juif dans une période fort antisémite. Il est néanmoins engagé en 1906 chez Hornblower, Byrne, Miller & Potter, un cabinet d’avocats réputé de New York, qui n’avait jamais engagé de juifs auparavant,.

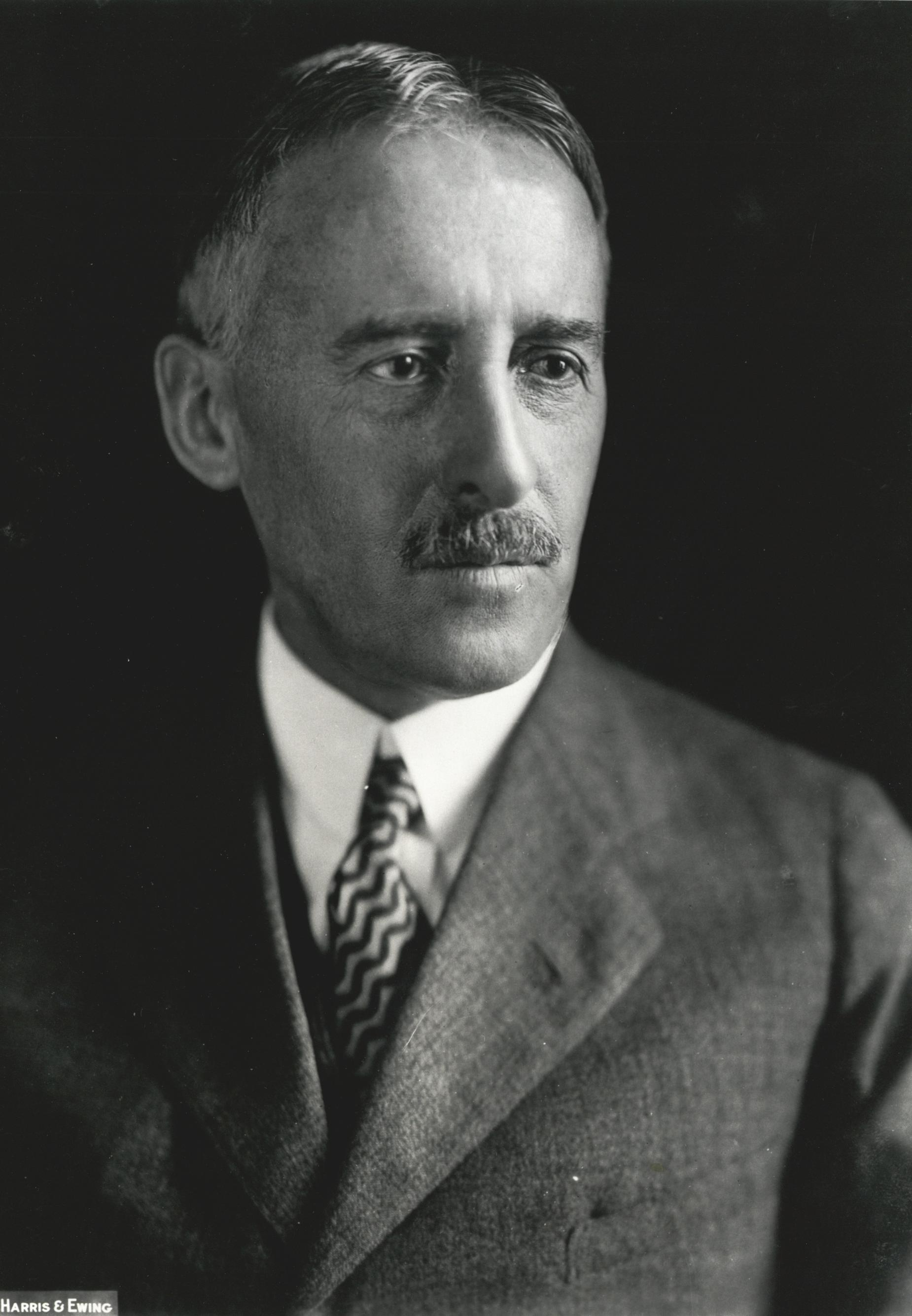
Henry Stimson

Peu après, il accepta une offre pour travailler aux côtés d’Henry Stimson , Procureur des États-Unis pour le District de New-York ,. Frankfurter travailla pour Stimson durant 7 années consécutives : il le suit lorsqu’il retourne travailler en cabinet privé en 1909, dirige sa campagne pour le poste de gouverneur de New-York (qu’il n’obtiendra pas), et en 1911, lorsque Stimson devient secrétaire à la guerre sous William Taft, il nomme Frankfurter comme juriste au bureau des Affaires Insulaires ,. Son travail chez Stimson influença grandement Frankfurter. D’une part, cela lui permit de s’intégrer au monde de Washington et de rencontrer des personnes importantes telles que Théodore Roosevelt . D’autre part, Stimson forgea sa vision du procès pénal, notamment l’importance de respecter les garanties procédurales des suspects.
En 1912, alors que Theodore Roosevelt se présente aux élections face à William Taft et Woodrow Wilson, Frankfurter se trouve tiraillé entre sa loyauté pour Stimson et Taft, et ses convictions politiques en faveur de Roosevelt. Il hésita à quitter son travail pour rejoindre la campagne de Roosevelt, mais abandonna l’idée. Lorsque l’administration Wilson remplace Taft en 1913, Stimson retourne en cabinet privé à New-York et Frankfurter ne le suit pas.

## Première Guerre mondiale
Quand les États-Unis entrent en guerre en 1917, Frankfurter est appelé à Washington par le Secrétaire de la guerre. Il est d’abord envoyé en mission en Europe, dans le cadre du détachement de la Turquie des pouvoirs centraux .
À son retour d’Europe, Frankfurter est nommé secrétaire et avocat à la Mediation Commission du président Wilson . Il est chargé de régler les problèmes concernant les grèves des travailleurs, qui empêchent la production des matières premières utiles à la poursuite de la guerre. Au sein de cette institution, Félix s’est découvert des qualités de défenseur public des causes impopulaires et a pris conscience de l’importance d’une procédure judiciaire régulière. Notamment, il écrivit un rapport demandant un nouveau procès dans le cadre de l’affaire Mooney, un organisateur syndical accusé d’avoir placé une bombe lors d’une parade en 1916 et condamné à mort sur base d’un faux témoignage. Il a également enquêté et critiqué la déportation des mineurs de Brisbee (en) , ce qui lui a attiré les foudres de Theodore Roosevelt. Son implication dans ces affaires lui confèrera une réputation de radical.
Une année plus tard, il fut élu président du War Labor Policies Board (en)  du ministère du travail. Un de ses objectifs était d’assurer une charge de travail de 8 heures au maximum pour les travailleurs. Parmi les membres du Board se trouve Franklin D. Roosevelt , de qui Félix se rapprocha, créant une forte relation.
Frankfurter développa également une grande amitié avec Louis Brandeis . Encouragé par ce dernier, Frankfurter s’engagea dans le mouvement Sioniste. En 1919, il représenta l’Organisation sioniste américaine à la Conférence de paix de Paris, comme porte-parole de Brandeis, dans le but d’élaborer les termes du mandat pour un État juif en Palestine ,. Il arrêta sa participation active dans le mouvement en 1921, en même temps que Brandeis.

## Défenseur des libertés civiles
Lors de sa carrière, Frankfurter s’est attiré une réputation de défenseur des droits et libertés civiles, mais également d’extrémiste radical. Avec l’aide de Zechariah Chafee (en), il empêcha la déportation de vingt étrangers lors des Palmer Raids. Il participa également à l’élaboration d’un rapport sur les pratiques illégales du département de la justice des États-Unis.
En 1920, il aida Roger Baldwin à fonder l’Union américaine pour les libertés civiles (ACLU),, une organisation luttant pour les droits fondamentaux des américains. Convaincu que les abus de police de l’époque mettaient en péril l’idéal de liberté et de démocratie des États-Unis, Frankfurter rejoignit l’ACLU ,.
En 1920, Sacco et Vanzetti, deux Italiens immigrés anarchistes, furent condamnés à mort pour des faits de cambriolage et meurtres. Frankfurter soutint les appels à un nouveau procès, argumentant que celui-ci était criblé de violations constitutionnelles. Dans un article de l’Atlantic Montly  publié en 1927, il affirma que les accusés ont été condamnés sans réelle preuve et sur base de préjugés politiques à l’encontre des immigrants, dans la peur du communisme. D’après Frankfurter, les preuves penchaient vers la culpabilité du gang Morelli. Il critiqua les procédures abusives auxquelles le procureur eut recours  et soutient que l’accusation résultait d’une collusion entre le Procureur du District et le ministère de la justice pour se débarrasser de deux radicaux communistes. Il convainquit ainsi de nombreuses personnes de l’injustice commise, mais les deux hommes furent tout de même exécutés, à son grand désarroi. Il en publia également un livre en 1927, The Case of Sacco and Vanzetti: A Critical Analysis for Lawyers and Laymen.

## Protection des travailleurs
Très actif dans les projets libéraux, il aida à fonder et contribua souvent au magazine progressiste the New Republic ,. Il écrivit notamment des articles contre l’usage des injonctions de travail, qui empêchaient les grèves de travailleurs,. Il siégea également au Comité consultatif national de l’Union Américaine pour les libertés civiles et continua à plaider la cause des travailleurs. Il collabora notamment avec la National Consumers League  pour laquelle il plaida plusieurs affaires importantes devant la Cour Suprême, dont Bunting v. Oregon (1917) où il défendit une loi prévoyant un maximum de dix heures de travail par jour ,.
Des années 1910 au début des années 1930, Frankfurter était frustré par les décisions des tribunaux (tant fédérales qu’étatiques) invalidant les lois en faveur des travailleurs. En effet, il critiquait les décisions de l’ère Lochner annulant les lois organisant le travail sur base de la protection constitutionnelle de la liberté contractuelle et de la clause du “due process” (5e et 14e Amendements),. Frankfurter plaidait pour une interprétation plus flexible de la Constitution. Selon lui, les juges devraient se baser sur les faits qui sous-tendent la législation pour juger de la raisonnabilité de l’action législative,. Louis Brandeis convertit Frankfurter à sa méthode de préparation des cas (“Brandeis’s brief method”), utilisée avec succès dans Muller v Oregon (en), qui consiste à récolter de nombreuses données factuelles et à argumenter un cas sur cette base. Après la nomination de Brandeis à la Cour Suprême, Frankfurter ré-argumenta l’affaire Bunting v Oregon (en) en utilisant cette méthode,,. Lors des débats quant à la nomination de Brandeis à la Cour Suprême, Frankfurter fut l’un de ses plus proches alliés, menant la campagne du New Republic en sa faveur,.

## Professeur à Harvard
En 1913, Frankfurter eut l’opportunité d’être engagé comme professeur à Harvard. Plusieurs de ses connaissances lui déconseillèrent d’accepter, considérant qu’il était destiné au service public, et qu’une carrière académique l’empêcherait de rester au cœur des affaires politiques. Néanmoins, Frankfurter accepta le poste, espérant ainsi se trouver au centre du mouvement libéral,. En effet, à cette période, Frankfurter jugeait important le rôle de l’expert scientifique, qui étudie la société à travers les faits et partage ensuite ses conclusions avec le public afin d’amener les changements nécessaires.
À l’occasion du 25e anniversaire de la Harvard Law Review en 1913, Frankfurter prononça un discours intitulé The Zeitgeist and the Judiciary. Selon lui, tous les responsables politiques, y compris les juges, doivent, lorsqu’ils créent ou appliquent une loi, prendre en considération le Zeitgeist (ou l’Esprit du temps), qui se manifeste dans les conditions de vie actuelles et l’opinion publique dominante,. Le législateur doit légiférer de manière expérimentale et adopter des politiques et lois flexibles aux évolutions, permettant de prendre en compte le Zeitgeist . Ainsi, le gouvernement joue un rôle actif . Les juges, quant à eux, doivent avoir égard aux circonstances qui ont mené à l’adoption des lois sociales et économiques auxquelles ils sont confrontés ,. Ces faits et conditions de vie priment sur les principes immuables . Ainsi, selon Frankfurter, la Constitution est formulée en termes vagues afin de s’adapter aux évolutions, et n’a pas pour but de limiter l’expérimentation par le législateur.
En 1917, Frankfurter prit congé de sa position à Harvard pendant deux ans (voir ci-dessus section 4 : première guerre mondiale).
Dès 1921, il se vit confier une position de chaire à la Faculté de droit de Harvard, d’où il mena plusieurs combats contre  le président de la faculté A. Lawrence Lowell en faveur des minorités oppressées, l’empêchant notamment de restreindre le nombre d’étudiants juifs pouvant rejoindre la faculté.
Sa méthode d'enseignement semble très élitiste. Partisan de la méthode socratique, il enseignait sous forme de débat ,. Il plaçait aux premiers rangs ses plus brillants élèves, avec lesquels il jugeait le dialogue plus intéressant, laissant les autres élèves à l’écart,. Certaines de ses classes étaient réservées uniquement aux plus brillants élèves. Pour Frankfurter, Harvard représentait un idéal de méritocratie, étant un lieu dans lequel c’est la performance académique, et non les origines, qui importe.
Frankfurter estimait que son devoir en tant que professeur était de guider ses plus brillants élèves vers le service public, car cela constituerait le moyen le plus efficace d’introduire de nouvelles idées au sein du gouvernement. L’un de ses plus grands succès fut d'ailleurs d’avoir formé de nombreux étudiants brillants d’Harvard, qui se sont ensuite lancés sur la scène politique (voir ci-dessous section 8: implications dans le New Deal). Il recommandait ses élèves à bon nombre de ses contacts à New York et Washington. Entre autres, il sélectionna parmi ses plus talentueux élèves les clercs pour des juges tel qu’Olivier W. Holmes. , Louis Brandeis ainsi que Benjamin N. Cardozo,. Ce fut le cas de Thomas Corcoran, son élève au milieu des années 1920, qui devint clerc auprès de O.W. Holmes. L’influence de Frankfurter allait jusqu’au point de forcer certains élèves à accepter des postes dont ils ne souhaitaient pas. Il exprimait son mécontentement et s’écartait de ceux qui ne suivaient pas ses envies ,. Il refusa par exemple d’aider Thomas Corcoran à cause de leurs différences philosophiques, et fut en conflit avec Adolf Berle, qui ne voulait pas de Frankfurter comme mentor .
Frankfurter adhérait à l’approche sociologique de Roscoe Pound, doyen de la faculté de droit d’Harvard, percevant le droit comme un outil d’amélioration sociale qui doit être appliqué à la réalité ,. En 1922, Frankfurter et Pound dirigèrent ensemble une étude sur la médiatisation des crimes à Cleveland . Ils arrivèrent à la conclusion que la vague de criminalité rapportée par les médias n’était qu’une fiction fabriquée par la presse, entrainant d’importantes conséquences sur l’administration de la justice, tels une augmentation des erreurs judiciaires et des verdicts plus sévères.
Il devint membre de l’Académie américaine des arts et des sciences en 1932 . De 1933 à 1934, il obtint une place à l’Université d’Oxford en tant qu’Eastman Professor.

## Implications dans le New Deal
Bien qu’il n’ait pas eu de position officielle dans l’administration de Franklin D. Roosevelt, Frankfurter fut l’un des architectes intellectuels du New Deal. En plus d’être membre du Brain Trust, le groupe d'experts entourant Franklin Roosevelt, il fut l’un des plus proches conseillers informels du président. Déjà en 1928, Roosevelt, alors gouverneur de New-York, cherchait à obtenir les conseils politiques de Frankfurter . Une fois élu président, Roosevelt demandait et recevait de nombreux conseils de la part de Frankfurter, qui lui envoyait notamment des propositions de lois, des brouillons de discours, et des plans d’actions . Frankfurter habita même à la Maison Blanche durant l’été 1935 afin de préparer sa réélection .
Quand Franklin D. Roosevelt fut élu en 1932, Frankfurter l’aida à nommer de nombreuses personnes à l’administration du New Deal, connues sous le nom de “Felix’s Happy Hot Dogs” ,. Nombre de ses anciens étudiants talentueux et protégés se retrouvèrent ainsi à Washington. Ceux-ci incluent entre autres James Landis, Dean Acheson, Thomas Corcoran, Benjamin Cohen et Alger et Donald Hiss, Charles Wyzanski, Paul Freund ,. Par exemple, Frankfurter convainquit Roosevelt de confier certaines responsabilités à Thomas Corcoran, qui rédigea le Securities Exchange Act avec Benjamin Cohen , fit engager James Landis à la Securities and Exchange Commission et Dave Ginsburg dans le Securities and Exchange Commission’s General Counsel’s Office . En janvier 1939, le magazine Time comptait 125 Happy Hot Dogs à Washington, et faisait référence à un “one-man, unofficial, unpaid employment agency”. Frankfurter remplit ainsi les différents niveaux de l’administration de ses connaissances, lui permettant de se créer un réseau d’influence et de se tenir au courant des développements à Washington tout en étant absent de la scène ,.
Si certains considèrent Frankfurter comme un manipulateur tirant les ficelles de l’administration dans l’ombre pour se créer un empire de pouvoir personnel, l’étendue exacte de son influence reste contestée. Frankfurter, bien que niant toute forme de contrôle sur ses protégés, était constamment en contact avec ceux-ci, leur faisant des suggestions et critiquant ceux en désaccord avec lui.
En 1931, Roosevelt demanda à Frankfurter de participer à la commission de réforme du système judiciaire New-Yorkais, mais ce dernier déclina, préférant aider de manière consultative sans faire partie de la commission . Un an plus tard, il refusa également un siège à la Cour Suprême du Massachusetts, et un poste en tant que procureur de l’Etat (Solicitor general) en 1933 ,,. De plus, il préférait avoir une influence générale plutôt qu’un rôle formel et un poste spécifique dans l’administration.
Progressiste et partisan de l’idéologie libérale de Brandeis, hostile envers les larges entreprises et en faveur d’un marché économique décentralisé, Frankfurter prônait une idéologie en conflit avec le programme du premier New Deal . Il avait d’ailleurs une mauvaise relation avec Adolf. A. Berle, un des conseillers de Roosevelt du premier New Deal. À partir de 1933, il tenta d’influencer l’administration d’adopter l’idéologie de Brandeis . Après avoir rencontré l’économiste John M. Keynes  lors de son année en Angleterre, Frankfurter encouragea également l’adoption de la théorie Keynésienne pour justifier les dépenses du gouvernement .
Il fut impliqué dans la rédaction de certaines lois clés du New Deal tel que le Securities Act (1933),, le Norris-LaGuaradia Act (en) (1932), le Securities Exchange Act (1934) ainsi que le Public Utility Holding Company Act(1935).
Quand Roosevelt entreprit son Court-packing plan en 1937, prévoyant d’augmenter le nombre de juges à la Cour Suprême afin de contrer l’hostilité de la Cour à l’égard du New Deal, Felix le soutint en privé, donnant des conseils pour la campagne. Toutefois, il ne commenta pas publiquement le programme,, ce silence étant critiqué par ses proches. Il semblerait que Frankfurter n’était pas d’accord avec ce plan, qu’il considérait comme une attaque politique évidente envers la Cour, mais sa loyauté envers Roosevelt justifiait sa participation à cette campagne ,. Toutefois, son avis sur la question n’est pas connu avec certitude . Dans tous les cas, Frankfurter était mécontent des décisions de la Cour Suprême des années 1920 et 1930 contrecarrant les efforts législatifs du New Deal ,.

## Rencontre avec Jan Karski
Durant la Seconde Guerre mondiale, le 5 juillet 1943, il rencontre à l'ambassade de Pologne à Washington Jan Karski, résistant polonais et courrier de l'Armia Krajowa, l'armée intérieure polonaise. Celui-ci  l'informe de la destruction des Juifs d'Europe. Bien que Juif lui-même, Frankfurter, qui avait quelques mois auparavant réagi de façon cavalière à des récits d'atrocités nazies qui lui étaient présentés par Nahum Goldmann (il avait immédiatement parlé d'autre chose) dit, après avoir écouté l'histoire de Karski : « Monsieur Karski, un homme comme moi parlant à un homme comme vous doit être tout à fait franc. Je dois donc vous dire que je suis incapable de vous croire. » L'ambassadeur polonais ayant protesté contre ce qu'il perçoit comme une accusation de mensonge et un outrage au gouvernement polonais en exil, Frankfurter répond : « M. l'ambassadeur, je n'ai pas dit que ce jeune homme mentait. J'ai dit que je suis incapable de le croire. Ce n'est pas la même chose. »  (« Mr. Ambassador, I did not say this young man is lying. I said I am unable to believe him. There is a difference,. »).
Wood et Jankowski, biographes de Karski, conjecturent que c'est à cause de l'incrédulité de Frankfurter que Karski, comme cela semble bien résulter des archives et de ses propres souvenirs, évita de mentionner ses constatations oculaires dans les entretiens qu'il eut par la suite avec des représentants du gouvernement américain. Il observe par exemple ce silence au cours d'une audience qui lui est accordée le 28 juillet 1943 par le président Franklin Delano Roosevelt et où il évoque les atrocités nazies contre les Juifs sans se présenter comme témoin direct.

## Juge à la Cour Suprême

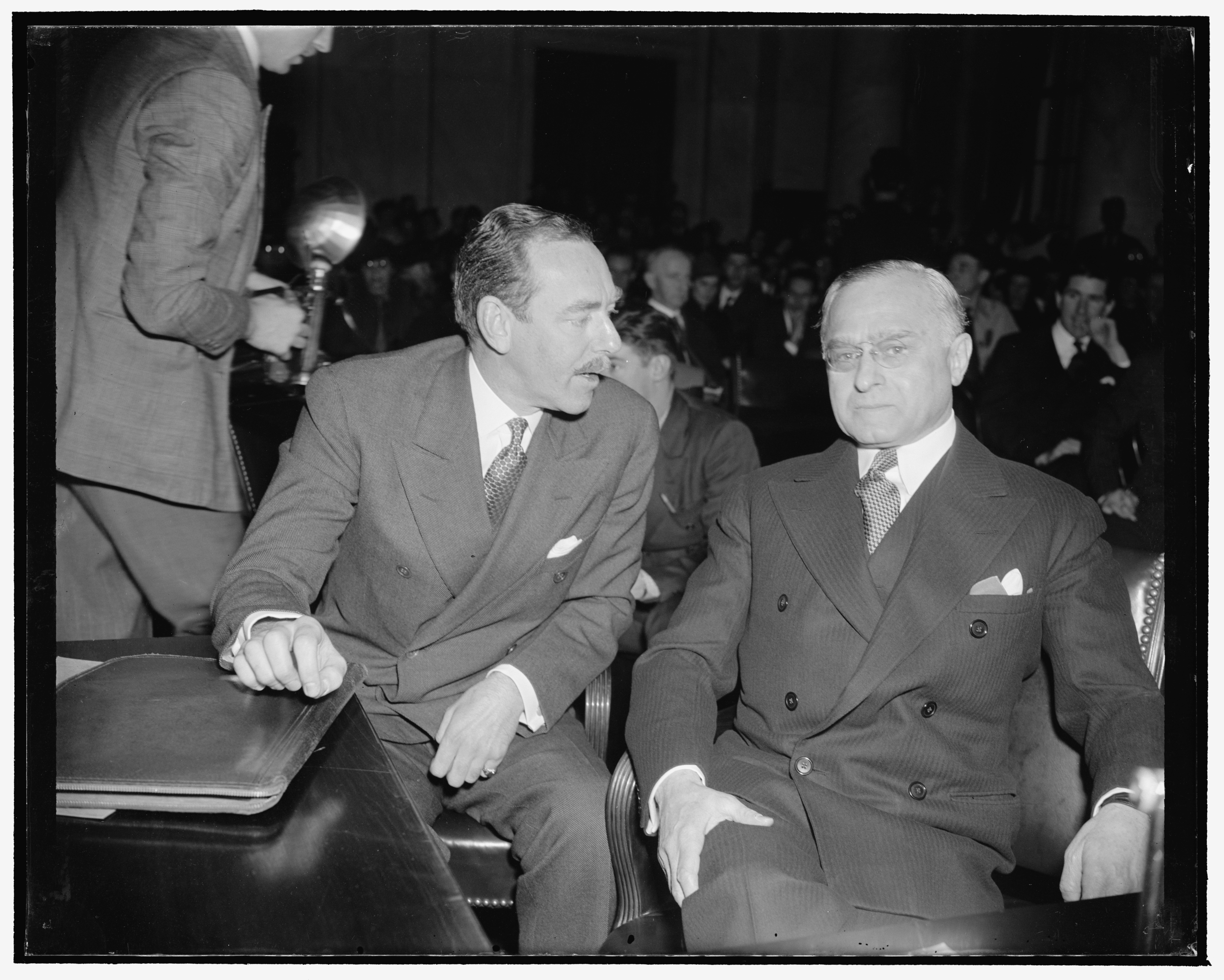
Dean Acheson (à gauche) et Felix Frankfurter (à droite) lors de l'audition devant le Comité judiciaire du Sénat.

Roosevelt nomma Frankfurter à la Cour Suprême en 1939, après le décès de Benjamin Cardozo, à ce qui deviendrait le “siège-juif” de la Cour Suprême (jewish seat). Avant sa nomination, Frankfurter fut auditionné en personne devant le Comité judiciaire du Sénat, accompagné par Dean Acheson. Il fut le premier candidat à la Cour Suprême à s’y faire interroger en personne à l’exception de Harlan Stone en 1925, et ce n’est qu’après son audition que cela deviendra une pratique,.

Beaucoup s’opposèrent à sa nomination, critiquant son origine étrangère, son rôle en tant que conseiller de Roosevelt, et l’accusant d’être lié au mouvement communiste, notamment dû à son implication dans l’affaire Sacco et Vanzetti et son adhésion au comité national de l’ACLU. Malgré cette opposition, le Comité et Sénat confirmèrent sa nomination à l’unanimité.

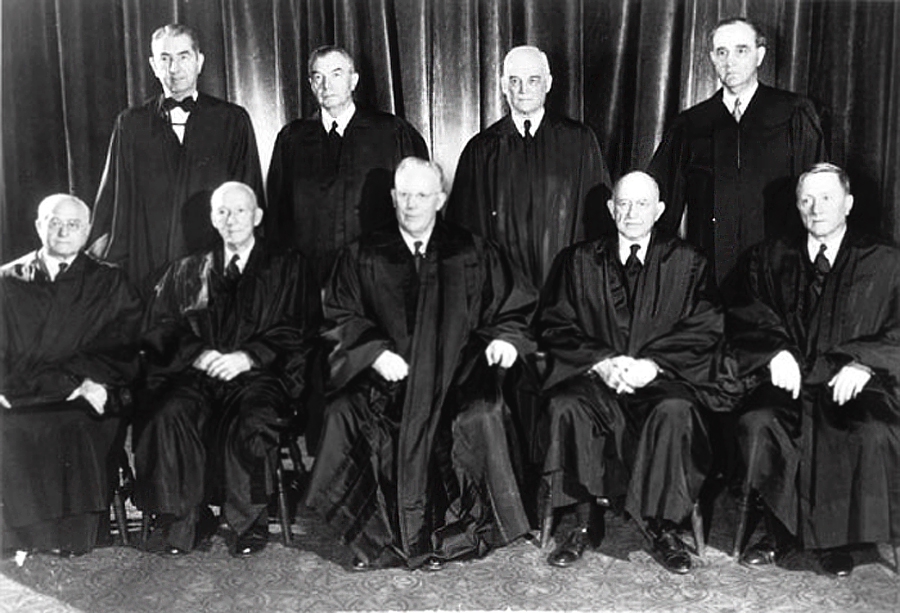
Cour Suprême sous la présidence de Earl Warren (qui se trouve au milieu). Felix Frankfurter se trouve le plus à gauche

Frankfurter ne peut être qualifié précisément ni de juge libéral, ni de juge conservateur. Toutefois, la clarté et la force intellectuelle de ses opinions ont fait de lui un des juges les plus respectés de la Cour Suprême ,. Beaucoup s’attendirent à ce que Frankfurter devienne le leader intellectuel de la Cour Suprême ,. Néanmoins, en pleine période d’activisme judiciaire en faveur des droits civils, Frankfurter devint le principal partisan de la retenue judiciaire, à la déception de nombreuses personnes,.
Son influence sur ses collègues était d’autant plus réduite de par sa personnalité difficile. En effet, il aliéna plusieurs de ses collègues par son arrogance, ses critiques excessives et son hostilité envers l’opposition.

### Philosophie de retenue judiciaire
En tant que juge, Frankfurter fut un fervent défenseur de la retenue judiciaire et de la séparation des pouvoirs, estimant que la Cour ne doit pas interférer avec le rôle du législateur. Selon lui, le rôle de la Cour se limite à vérifier si le législateur a agi sur une base raisonnable. Cette philosophie provenait de sa foi en un processus démocratique, qu’il considérait être le meilleur moyen pour obtenir des changements constitutionnels . Déjà avant d’être juge, il partageait la théorie de James B. Thayer (en) selon laquelle la Cour ne doit pas invalider une décision raisonnable prise par le législateur . De plus, ses conversations avec ses amis et mentors Holmes et Brandeis, promoteurs de la nécessité de retenue judiciaire quant aux réformes économiques , façonnèrent son rôle en tant que juge. Dans ses opinions judiciaires et conférences, Frankfurter invoquait constamment l’opinion d’Oliver W. Holmes comme preuve de la force de son raisonnement. Il a retenu son approche, sa philosophie et voyait aussi le droit comme un instrument sociétal .
La question était donc de savoir si, une fois à la Cour, Frankfurter allait suivre sa position juridique radicale de son début de carrière, ou la philosophie de retenue judiciaire . Très tôt, il établit qu’il était prêt à abandonner ses vues libérales radicales en faveur de la déférence au législateur. Ceci fut mis en évidence dans deux cas concernant le refus du salut au drapeau américain par des enfants témoins de Jéhovah. Dans Minersville v. Gobitis  en 1940, Frankfurter écrivit l’opinion de la majorité maintenant cette expulsion. Malgré l’argument selon lequel l’obligation violait les droits du premier amendement, forçant un groupe à agir contre leur religion, la majorité estima que le patriotisme devrait être encouragé en temps de guerre. Ainsi, selon Frankfurter, le législateur avait un intérêt légitime à agir, ce qui suffit pour être constitutionnel,. En 1943, après nombreuses attaques contre les témoins de Jéhovah résultant de la décision , la Cour renversa cette décision dans l’affaire West Virginia State Board of Education v. Barnette (en), jugeant qu’un État ne peut obliger les enfants à saluer le drapeau. Cependant, Frankfurter rendit une opinion dissidente , dans laquelle il argumenta que les opinions personnelles des juges ne peuvent transparaître dans leurs décisions. Bien qu’il fasse lui-même partie d’une minorité persécutée, son opinion personnelle sur la loi ne pouvait pas modifier son interprétation ,. Il insista sur la notion de retenue judiciaire, selon laquelle c’est au législateur qu’incombe la décision, la Cour ne devant intervenir que lorsque la décision du législateur n’est pas raisonnable ,. Enfin, selon lui toutes les provisions de la Constitution doivent être traitées de la même manière par la Cour et aucune ne lui permet de légiférer,. Dans cet arrêt s’opposent la vision absolutiste du juge Jackson selon laquelle la Cour doit donner une protection constitutionnelle absolue au premier amendement, et l’approche de Frankfurter qui balance les intérêts opposés, rejetant tout principe absolu. Ces deux opinions peuvent être vues comme étant liées à son amour pour la patrie, et l’idéal de citoyenneté qu’il portait envers ce pays qui l’a accueilli .
Son application de la retenue judiciaire le fit paraître comme un juge conservateur, à la déception de ceux qui s’attendaient à un nouveau juge libéral . Il fut critiqué comme restant trop bloqué dans sa philosophie de retenue judiciaire, étant prêt à déférer au pouvoir législatif même dans des cas impliquant les libertés civiles, sans faire de distinction entre les questions économiques et celles concernant les droits civils .

### Autres affaires importantes
Dans le courant des années 1951, dans le contexte de la guerre froide et de la peur du communisme, la Cour dut se prononcer sur la condamnation de leaders du parti communiste sous le Smith Act de 1951, accusés d’avoir tenu des propos encourageant à renverser le gouvernement. Dans l’affaire Dennis v United States (en) , Frankfurter émit une opinion concurrente à la décision de maintenir les condamnations. Bien que n’étant pas personnellement d’accord avec les condamnations sous le Smith Act, qu’il considérait comme dangereuses pour les critiques honnêtes du gouvernement, il soutint à nouveau l’idée que la Cour ne doit agir qu’en cas d’action déraisonnable par le législateur . Il réitéra son opinion selon laquelle la liberté d’expression n’est pas sujette à une protection judiciaire plus renforcée que d'autres droits. Selon lui, il faut contrebalancer la nécessité de sécurité nationale avec la liberté d’expression, et la responsabilité de faire cette balance revient d’abord au législateur, et pas à la Cour ,.

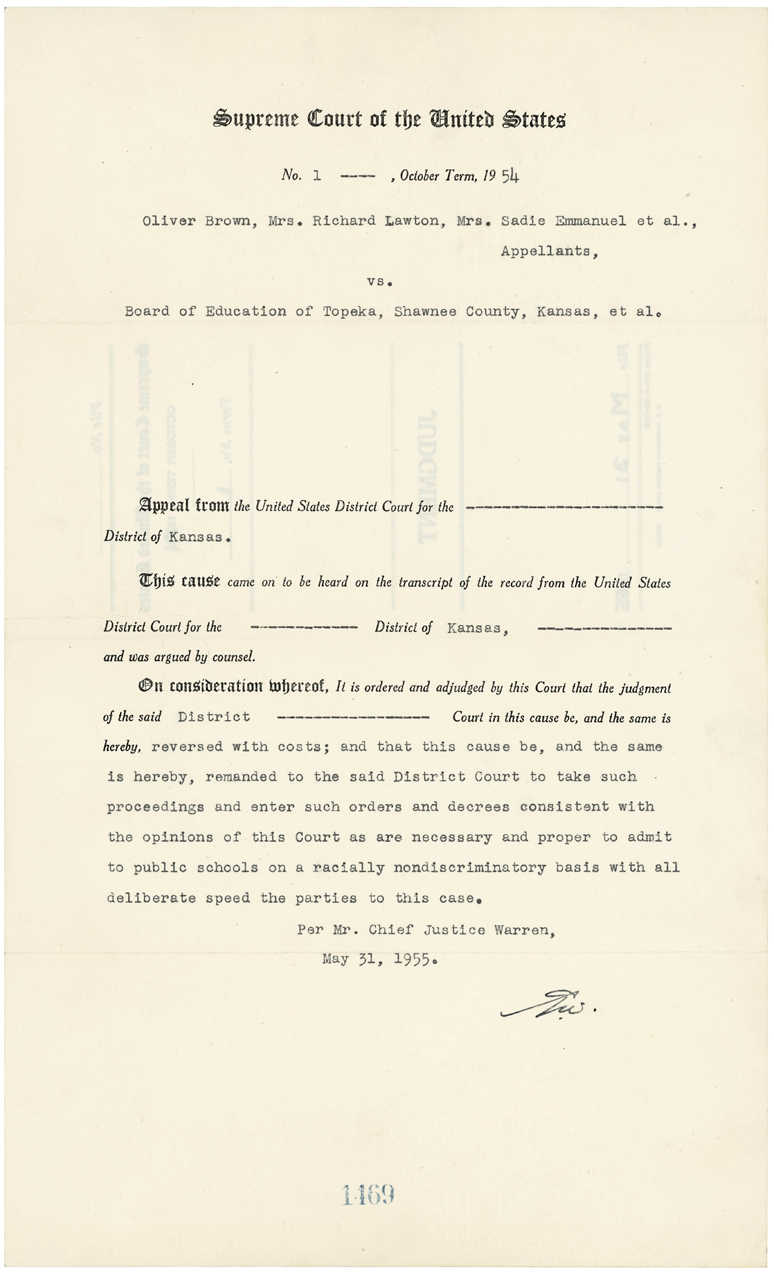
Jugement de l'affaire Brown II de 1955

Frankfurter fit partie des juges ayant rendu le verdict unanime des affaires notoires Brown v Board of Education en 1954 et Brown II en 1955  déclarant la ségrégation raciale dans les écoles publiques inconstitutionnelle. Il avait proposé de retarder la décision afin que la Cour présente un front uni à l’égard de cette question. Il évita que la Cour entende des cas de ségrégation dans les écoles durant l’année 1951, de peur que cela ne devienne un sujet de débat politique pour l'élection présidentielle de 1952. Mais en 1952 il plaida pour le réexamen des affaires concernant la ségrégation scolaire. Il a fallu attendre la mort du président de la Cour Suprême Fred Vinson en 1953, pour que la Cour puisse revoir sa position sur ces affaires. Avant que ces affaires ne soient mises en lumière par la Cour Suprême, Frankfurter était déjà d’avis que le pays ne pouvait être divisé en deux parties, le nord non-soumis à la ségrégation des afro-américains contrairement au sud du pays. C’est entre autres pour que le pays soit à nouveau unifié qu’il plaidera contre la ségrégation des États du sud.
Dans son brouillon de décret du 8 avril 1955 pour la mise en œuvre de Brown II, Frankfurter demanda de mettre en place un système de déségrégation et utilisa la formule “with all deliberate speed” (à un rythme approprié), par après suivie par Warren dans la décision majoritaire . Cette formule visait à assurer une déségrégation rapide avec une mise en œuvre flexible de manière graduelle, mais elle créa en pratique une brèche utilisée par les écoles du sud pour continuer à retarder et éviter le respect de l’arrêt,. Néanmoins, si la Cour avait ordonné une déségrégation immédiate, il n’y aurait pas eu de décision unanime.
Frankfurter continua ce combat contre la ségrégation en devenant membre de la NAACP (National Association for the Advancement of Colored People), une association à but non lucratif qui lutte pour les libertés fondamentales des personnes de couleur et contre la ségrégation raciale.
Également partisan du fédéralisme, Frankfurter introduisit la doctrine de l’abstention (en) dans l’affaire Pullman. (en). Il établit que les tribunaux fédéraux doivent se déclarer incompétents face à une question constitutionnelle lorsque l'affaire implique une question de droit étatique non tranchée, dont la résolution pourrait éliminer la nécessité de trancher la question constitutionnelle.
Dans la dernière affaire de sa carrière dans l’affaire Baker v Carr (1962) (en), sur la question de savoir si le 14e amendement peut être utilisé afin de forcer les États à dessiner leur districts de manière égalitaire pour les électeurs, Frankfurter estima que la Cour ne pouvait pas décider de tels cas car il s’agissait de questions politiques,. Dans une précédente affaire (Colegrove v Green (en)), la majorité s’était en effet déclarée incompétente en ce qui concerne les questions de composition de district. Mais dans Baker v. Carr, la majorité confirma la recevabilité de ce cas. Frankfurter émit une opinion dissidente, estimant que cette opinion majoritaire mettait en danger le système fédéral en créant une tension entre les États fédérés et l’État fédéral ,. Cependant, dans Gomillion v. Lightfoot (en), un cas concernant la répartition des districts qui affectait le droit de vote des noirs, Frankfurter, écrivant pour la majorité, refusa d’appliquer la jurisprudence Colegrove. Selon lui, l’affaire sortait du champ politique et devenait une question constitutionnelle car la Constitution mentionnait directement le suffrage des personnes de couleur.

### Relation avec les juges
Au début de sa carrière en tant que juge à la Cour suprême des États-Unis, il mit en œuvre sa stratégie de la personalia, qui consiste à manipuler et flatter les personnes qui l’entourent afin d’aboutir à ses fins. Cependant, il se montrait très hostile et fermé à toute discussion dès qu’une personne osait montrer son désaccord sur un sujet qu’il considérait être de son domaine d’expertise. Très vaniteux, il critiquait excessivement ses collègues à la Cour, comme ce fut le cas avec Hugo Black et William O. Douglas . De plus, il se comportait comme un professeur qui éduque ses collègues, leur donnant parfois des exposés de cinquante minutes.
Frankfurter et les juges Black et Douglas avaient une vision fort divergente quant à la Constitution. Premièrement, tandis que Frankfurter était partisan de la retenue judiciaire, Black et Douglas étaient défenseurs d’un activisme judiciaire. De plus, Frankfurter rejetait la doctrine de libertés privilégiées développée par Hugo Black, qui accorde une protection plus forte aux droits du premier Amendement, et plus particulièrement à la liberté d’expression, par rapport aux autres droits protégés constitutionnellement . Au contraire, Frankfurter appliquait le même test de constitutionnalité quelle que soit la disposition invoquée . Ils étaient également en désaccord concernant le quatorzième Amendement et la doctrine d'incorporation : Black avançait la notion que le quatorzième Amendement incorporait toutes les protections de la Déclaration des droits (Bill of Rights) lesquelles s’appliquaient donc aux États, tandis que Frankfurter optait pour une incorporation sélective de certaines libertés uniquement lorsque les mesures étatiques « choquaient la conscience »,.
Dans les années 1941-1942, Frankfurter a fait de la Cour suprême des États-Unis une institution complètement divisée dans laquelle les opinions des juges divergeaient .
Malgré une recommandation du doyen d’Harvard et ses résultats académiques impeccables, Frankfurter refusa d’accorder un poste de clerc à Ruth Bader Ginsburg en 1960, mal à l’aise à l’idée d’engager une femme .
En 1962, il démissionna de son poste de juge après une crise cardiaque, d’autant plus que ses opinions étaient de moins en moins suivies .

## Fin de vie
La fin de sa vie fut marquée par la maladie et par l’obsession de l’image qu’il laisserait après sa mort. Il transmit tout son savoir à ses protégés en façonnant l’histoire pour qu’il n’en ressorte que du positif . Il rassembla autour de lui des personnes adeptes de ses opinions afin de leur demander de raconter ses exploits.
En 1963, John F. Kennedy lui décerna la médaille présidentielle de la Liberté. La même année, il reçut la médaille de l’American Bar Association (en).
Il mourut en 1965 d’une insuffisance cardiaque. Il est enterré au cimetière de Mount Auburn à Cambridge au Massachusetts.

## Publications et ouvrages
Félix Frankfurter écrivit de nombreux livres et articles durant sa carrière, entre autres :
- “Hours of Labor and Realism in Constitutional Law” en 1916.
- “The case of Sacco & Vanzetti” en 1927.
- “A selection of cases under the Interstate Commerce Act” aussi en 1927.
- “The business of the Supreme Court: a study in the Federal Judicial System” (en) publié en 1928, contenant des travaux de Frankfurter et de James Landis portant sur le rôle des cours fédérales.
- “The Labor injunction”, écrit avec Nathan Greene en 1930, qui servira d’analyse pour la mise en place du Norris-LaGuardia Act, une loi fédérale contre les injonctions de travail[188]
- “The public and its Government” en 1930, regroupant les textes de quatre conférences sur la citoyenneté qui se sont déroulées à l’université de Yale.
- “Mr. Justice Holmes and the Supreme Court” en 1938
- “Felix Frankfurter Reminisces: recorded in Talks with Harlan B. Phillips” en 1960.